# マイケル・ターナー (サッカー選手)
マイケル・トーマス・ターナー（Michael Thomas Turner, 1983年11月9日 - ）は、イングランドの元サッカー選手。現役時代のポジションはDF。

## クラブ経歴

### チャールトン・アスレティック
ターナーはロンドンのルイシャムで生まれ、チャールトン・アスレティックでサッカー選手としてのキャリアをスタートさせた。インテルとチャールトンが提携を結んでいたため、その一環として、ターナーはインテルのU-19のチームで数ヶ月間トレーニングを受けた。その後、チャールトンとプロ契約を結び、2003年3月からシーズン終了まで、レイトン・オリエントにローンで加入した。翌シーズンはリザーブチームでキャプテンを務め、クラブの最優秀若手選手に選ばれた。

### ブレントフォード
2004年8月、ターナーは当初は1ヶ月のローンでブレントフォードに加入したが、期間が2ヶ月、3ヶ月と延長され、契約満了を迎えた2004年11月、ブレントフォードは完全移籍でターナーを獲得し、2年半の契約を結んだ（移籍金は未公表）。ターナーはグリフィン・パークで高い評価を受け、2004-05シーズンは選手間の投票により選ばれる最優秀選手、2005-06シーズンはサポーター投票により選ばれる最優秀選手に選出された。

### ハル・シティ
2006年7月、ターナーは350,000ポンドの移籍金でハル・シティに加入することになり、3年間の契約を結んだ。ターナーはフィル・パーキンソンが短期間指揮を執ったタイガーズで最初に獲得した選手であった。パーキンソンは契約について、「初めはチャールトン、次はブレントフォートで数年間彼を見てきた。私は彼を気に入っており、この契約が我々にとって素晴らしいものになると確信している。彼は昨シーズンのリーグ1で一番のセンターバックの選手であり、次のステップに進む準備は出来ている。チャンピオンシップでも問題なくプレイできる。」と、述べた。
2006-07シーズンは非常に低調なスタートを切ったが、ターナーのコンディションは徐々に向上し、彼の獲得はクラブがシーズンで得た成功の一つとなった。2007-08シーズン、クラブはプレミアリーグへの昇格を決め、ターナーはクラブの年間最優秀選手に選ばれ、2008年4月にはクラブと新たな3年間の契約を結んだ。
ターナーは2008年9月に行われ、2-2で引き分けたエヴァトン戦でプレミアリーグ初ゴールを記録し、KCスタジアムで行われたウェストハム・ユナイテッド戦ではその試合唯一となるゴールを挙げ、1-0の勝利に貢献した。
ターナーは2008-09シーズン、プレミアリーグの全試合フル出場を果たしたが、フィールドプレイヤーでそれを記録したのは、ポーツマスのシルヴァン・ディスタンとターナーの2人だけであった。シーズン終了後には、クラブの公式サポーターズクラブが選出する最優秀選手に3年連続で選ばれ、クラブの最優秀選手にも2シーズン連続で選出された。
リヴァプール、マンチェスター・シティなど複数のクラブへの移籍の情報が飛び交ったが、ハル・シティの監督を務めていたフィル・ブラウンは現在届いているオファーについて「馬鹿げた評価」だと述べた。しかし、2009年8月31日にオファーを受け入れ、サンダランドへの移籍が決定した。

### サンダーランド
サンダーランドはターナーと4年間の契約を結んだ。移籍金は当初公表されておらず、少なくとも600万ポンドには達すると見られていたが、400万ポンドであったことが後に明らかになった。また、契約条項により、移籍金の一部がチャールトンに支払われた。サンダランドでのデビュー戦は古巣のハル・シティ戦であり、ターナーはチームの4点目のゴールを挙げたかに思われたが、後にカミル・ザヤットのオウンゴールに修正された。2009年9月27日に行われたウルヴァーハンプトン・ワンダラーズ戦でサンダランドでの初ゴールを記録した。

### ノリッジ・シティ
2012年7月、ノリッジ・シティへ移籍。

### サウスエンド・ユナイテッド
2017年7月、サウスエンド・ユナイテッドFCへ移籍。

## 代表経歴
2008年10月の一連の良いパフォーマン受け、チームメイトであったディーン・マーニーはイングランド代表に招集すべきだと述べ、ジョナサン・ウッドゲートやマシュー・アップソンよりも優れていると主張した。しかし、監督を務めていたフィル・ブラウンは現時点では「時期尚早だ」と話した。